# Microcosmus planus
Microcosmus planus är en sjöpungsart som beskrevs av Kott 1975. Microcosmus planus ingår i släktet Microcosmus och familjen lädermantlade sjöpungar. Inga underarter finns listade i Catalogue of Life.